# Donji Bunibrod
Donji Bunibrod je naselje u gradu Leskovcu, Jablanički upravni okrug, Srbija. Prema popisu iz 2022. godine u Donjem Bunibrodu je živjelo 452 stanovnika.